# Nguyễn Đề
Nguyễn Đề (阮提, 1761-1805), húy là Nễ, tự Nhất Quế, hiệu Quế Hiên (桂軒, Gia phả ghi là Quế Hiên công); sau đổi tên là Đề, tự Tiến Phủ, hiệu Tỉnh Kiên, biệt hiệu Văn Thôn Cư Sĩ, là nhà thơ Việt Nam ở cuối thế kỷ 18-đầu thế kỷ 19.

## Thân thế
Nguyễn Đề sinh ngày 13 tháng 2 năm Tân Tỵ (1761) tại làng Tiên Điền, huyện Nghi Xuân, trấn Nghệ An, nay thuộc tỉnh Hà Tĩnh.
Cha là Nguyễn Nghiễm (1708 - 1775), sinh ở làng Tiên Điền, huyện Nghi Xuân, Hà Tĩnh, tên tự Hy Tư, hiệu Nghị Hiên, có biệt hiệu là Hồng Ngự cư sĩ đậu Nhị giáp tiến sĩ, làm quan đến chức Đại tư đồ (Tể tướng), tước Xuân Quận công.
Mẹ là bà Trần Thị Tần  (24 tháng 8 năm 1740 - 27 tháng 8 năm 1778), con gái một người làm chức câu kế. Bà Tần quê ở làng Hoa Thiều, xã Minh Đạo, huyện Tiên Du (Đông Ngàn), xứ Kinh Bắc, nay thuộc tỉnh Bắc Ninh. Bà Tần là vợ thứ ba của Nguyễn Nghiễm (kém chồng 32 tuổi sinh được năm con, bốn trai và một gái). Và là anh cùng mẹ với Nguyễn Du.
Nhờ cha làm quan lớn (Tể tướng), nên những năm tháng thiếu thời, ông sống khá yên vui cùng các anh em trong một cơ ngơi bề thế ở phường Bích Câu, trong kinh thành Thăng Long.
Tổ tiên của ông có nguồn gốc từ làng Canh Hoạch, huyện Thanh Oai, trấn Sơn Nam (nay thuộc Hà Nội), sau di cư vào Hà Tĩnh, có truyền thống khoa hoạn nổi danh ở làng Tiên Điền về thời Lê mạt. Trước ông, sáu bảy thế hệ viễn tổ đã từng đỗ đạt làm quan. Bốn nghề chơi: cầm, thư, thi, hoạ bốn nghề đều thông thạo.

## Sự nghiệp
Năm Đinh Hợi (1767), Nguyễn Nghiễm được thăng Thái tử Thái bảo, hàm tòng nhất phẩm, tước Xuân Quận công nên anh em ông thời đó sống trong giàu sang phú quý.
Năm 1768, mới 7 tuổi, ông đã được tập ấm: Hoằng tín đại phu, Trung thành môn vệ úy, Khuê Nhạc bá.
Năm Giáp Ngọ (1774), cha ông sung chức tể tướng, cùng Hoàng Ngũ Phúc đi đánh chúa Nguyễn ở Đàng Trong.
Năm Ất Mùi 1775, anh trai Nguyễn Trụ (sinh năm 1757 qua đời).
Năm Bính Thân 1776, thân phụ ông Nguyễn Nghiễm mất.
Năm Mậu Tuất 1778 thân mẫu là bà Trần Thị Tần cũng tạ thế.
Năm 1780, nhờ thông minh và chăm chỉ, ông đỗ đầu kỳ khảo khóa ở Quốc tử giám.
Năm 1783, ông đỗ đầu kỳ thi ở huyện Thọ Xương và ở huyện Đông Ngàn.
Tháng 10 cùng năm, ông đỗ Giải nguyên lúc 23 tuổi khoa thi Hương ở điện Phụng Thiên.
Năm 1786, ông được vua Lê Hiển Tông bổ làm Thị nội văn chức, giữ việc thường trực tại nhà học của con chúa Trịnh; rồi kiêm Phó Tri Thị nội Thư tả Lại phiên ở phủ chúa. Sau nữa, ông thăng Xu mật viện sự Đức Phái hầu.
Cùng năm, quân Tây Sơn ra Bắc, ông được vua Lê Chiêu Thống giao giữ chức Hiệp tán quân cơ đạo quân Sơn Tây.
Năm Kỷ Dậu (1789), vua Lê Chiêu Thống chạy sang Trung Quốc, ông theo không kịp phải lánh về quê mẹ ở Bắc Ninh.
Năm Quang Trung thứ 3 (1790), nhờ người quen đề cử, ông được nhà Tây Sơn mời ra giúp việc từ hàn, tiếp đến là Hàn lâm viện thị thư, rồi được cử làm Phó sứ (do Nguyễn Quang Hiển dẫn đầu) đi đến Yên Kinh tuế cống triều Thanh.
Về nước, ông được thăng Đông các đại học sĩ, gia tăng Thái sử, Thự Tả thị lang Nghi Thành hầu.
Tháng mười, năm Tân Hợi (1791), anh thứ tư cùng cha khác mẹ với ông là Nguyễn Quýnh do chống Tây Sơn nên bị bắt và bị giết. Dinh cơ, từ đường họ Nguyễn ở Tiên Điền, Hà Tĩnh bị tướng Tây Sơn Lê Văn Dụ đốt cháy, phá hủy, làng Tiên Điền bị làm cỏ vì cuộc khởi nghĩa Nguyễn Quýnh.
Năm Quý Sửu (1793), Nguyễn Du về thăm quê Tiên Điền và đến cuối năm ông vào kinh đô Phú Xuân thăm Nguyễn Đề đang làm thái sử ở Viện cơ mật.
Năm Giáp Dần (1794), thời Cảnh Thịnh, ông được thăng Tả phụng nghi bộ Binh, vào Quy Nhơn giữ chức Hiệp tán nhung vụ, cai quản tinh binh. Nguyễn Du và Nguyễn Ức được ông giao cho việc về Hồng Lĩnh xây dựng lại từ đường và làng Tiên Điền mà ông bận việc quan không thể trực tiếp trông coi.
Năm 1795, ông được cử sang Trung Quốc lần hai, để chúc mừng vua Thanh là Càn Long làm lễ nhường ngôi cho con là Gia Khánh.
Tháng 2 năm 1796, ông về nước, được phong chức Tả đồng nghị Trung thư sảnh.
Năm 1797, ông thu xếp cùng Đoàn Nguyễn Tuấn cưới cô em út Đoàn Nguyễn Thị Huệ cho Nguyễn Du. 
Năm 1802, nhà Tây Sơn sụp đổ, ông trốn tránh tại Phú Xuân được Gia Long gọi ra. Nguyễn Đề dâng sớ, vua Gia Long tha chết, mến tài và kính trọng dòng dõi con Xuân Quân Công Nguyễn Nghiễm nên cho đi theo ra Bắc Thành làm việc dưới quyền Tổng Trấn Nguyễn Văn Thành. Nguyễn Đề cố vấn chỉ dẫn các kinh nghiệm nghi lễ đi sứ, tiếp sứ sang phong vương cho vua Gia Long. Nguyễn Đề hộ giá Gia Long ra Bắc, ngang qua Nghi Xuân, tiến cử Nguyễn Du. Nguyễn Du đón xa giá, theo vua, ra làm quan.
Năm 1805, trong lần về chịu tang người thiếp, ông bị một viên Tri phủ truy bức nhân có một vụ việc tại làng. Rồi vì quá uất ức, ông đã qua đời lúc 54 tuổi.

## Gia quyến
Ông có hai người vợ:
- Vợ chính thất họ Trịnh, không có con;
- Vợ thứ sinh ba con trai là Giai, Lịch và Vĩ.

## Tác phẩm
Nguyễn Đề đã để lại 2 tập thơ chữ Hán, đó là:
- Quế Hiên giáp, ất tập (Tập thơ Quế Hiên, I và II).
- Hoa trình tiêu khiển tập (Tập thơ tiêu khiển trên đường đi sứ).

Ngoài ra, khi Gia Long chiếm thành Phú Xuân, ông có soạn một bài quốc âm và làm biểu dâng lên, được Gia Long khen ngợi.
Hiện nay ở Thư viện Hán Nôm (Hà Nội) đang lưu giữ tập thơ mang tên Hoa Trình tiêu khiển hứng tiền hậu tập, mang ký hiệu A. 1361 và VHv.149. Ở Thư viện Viện văn học (Hà Nội) có bản mang tên Hoa trình thi tập, mang ký hiệu HN.360. Đây là những bản sao của Quế Hiên giáp, ất tập và Hoa trình tiêu khiển tập.

## Nhận xét
Có thể nói, Nguyễn Đề làm quan với Tây Sơn và nhà Nguyễn khá tự nguyện và hăm hở, không mặc cảm, ít vướng bận nghĩa "trung quân", thậm chí có lúc ông còn chỉ trích những người bảo thủ, lánh đời. Vì chuyện này, ông phải chịu không ít lời gièm pha.
Trên ba trăm bài thơ của ông đều là những bài thơ vịnh cảnh, ngụ hứng, cảm hoài, thù tạc...Trong số đó có gần chục bài thơ viết cho em trai là Tố Như (tức Nguyễn Du)...Tuy viết bằng chữ Hán, nhưng thơ ông có giọng điệu bình dị, ít triết lý và được thể hiện bằng thứ ngôn ngữ tinh tế mà không cầu kỳ và kiểu cách.
Nguyễn Đề là nhà thơ có tấm lòng nhân nghĩa, vị tha; có tâm hồn sâu lắng và nhiều trăn trở...Ngòi bút của ông bình dị, nhưng có nhiều bài hay, câu hay. Đặc biệt, ông có hàng chục bài thơ viết cho Nguyễn Du với tất cả tình cảm yêu thương của một người anh dành cho một đứa em trai có số phận khá vất vả, long đong.
Lần Nguyễn Du nuôi chí chống Tây sơn, việc bại lộ bị bắt giam. Nhờ ông có thân quen với viên tướng Tây Sơn là Nguyễn Thận mà người em (Nguyễn Du) được thả. Tuy hai anh em sống cách xa nhau, và mỗi người một số phận; song họ luôn nhớ nhau, đặc biệt là tình cảm của ông đối với Nguyễn Du (và ngược lại) vô cùng sâu sắc. Đây thật là một thứ tình anh em hiếm thấy trong lịch sử Văn học Việt Nam.

## Thơ
| Thanh Quyết giang Quần sơn liêu tịch dã thê lương Thanh Quyết tân đầu cảnh khả thương Nhất đới trường giang yên thủy thệ Kỷ đôi tàn luỹ thảo đài hoang Bắc nam tận thuộc kim dư bản Thắng phụ không lưu cổ chiến trường Trù trướng bất kham tuân vãng sự Đình tiên tiếu chước điếu tà dương | Sông Thanh Quyết Núi non vắng vẻ ruộng thê lương Cảnh bến đò này thực đáng thương Một giải sông dài mây nước cuốn Mấy mô thành cũ cỏ rêu hoang Bắc nam nay đã chung đồ bản Thua được còn bao dấu chiến trường Ngao ngán việc xưa không muốn hỏi Dừng cương nhắp chén viếng tà dương. (Đỗ Ngọc Toại dịch) |

- Phụ chép một bài thơ của Nguyễn Du gửi cho anh là Nguyễn Đề:

| Ức gia huynh Lục tháp thành nam hệ nhất quan Hải Vân dạ độ thạch toàn ngoan. Cùng xu lam chướng tam niên thú, Cố quốc yên hoa nhị nguyệt hàn. Nhất biệt bất tri hà xứ trú, Trùng phùng đương tác tái sinh khan. Hải thiên mang điểu thiên dư lý, Thần phách tương cầu mộng diệc tan. | Dịch nghĩa: Nhớ anh. Một chức quan buộc anh ở phía nam tòa thành sáu tháp, Ban đêm vượt đèo Hải Vân đá lởm chởm. Ba năm đóng thú ở vùng núi lam chướng, Tiết tháng Hai lạnh lẽo, nhìn hoa khói quê nhà. Một phen từ biệt, không biết nay ở nơi nào? Cuộc trùng phùng có lẽ phải đợi đến kiếp sau. Trời bể mênh mông, đường xa nghìn dặm, Hồn phách tìm nhau, dầu trong giấc mộng cũng khó. |

## Trong văn hoá đại chúng
| Năm  | Tác Phẩm                  | Diễn Viên |
| 2010 | 《Long Thành Cầm Giả Ca》 | Đỗ Kỷ     |